# Pauropoda
Classe
Ordres de rang inférieur
- Pauropodina
  - Millotauropodidae
  - Pauropodidae
  - Brachypauropodidae
  - Afrauropodidae
  - Eurypauropodidae

Classification phylogénétique
- Cuticulates
  - Gastrotriches
  - Ecdysozoaires
    - Panarthropodes
      - Onychophores
      - Tardigrades
      - Euarthropodes
        - Chélicériformes
          - Pycnogonides
          - Chélicérates
            - Mérostomes
            - Arachnides

        - Mandibulates
          - Myriapodes
            - Chilopodes
            - Diplopodes
            - Pauropodes
            - Symphyles

          - Pancrustacés
            - Rémipèdes
            - Céphalocarides
            - Maxillopodes
            - Branchiopodes
            - Malacostracés
            - Hexapodes

    - Introvertés

Les pauropodes (Pauropoda) sont une classe d'arthropodes myriapodes.

## Classification
On en connaît aujourd'hui 400 espèces réparties en 5 familles :
- Millotauropodidae
- Pauropodidae
  - Pauropodus
    - Pauropodus silvaticus
- Brachypauropodidae
- Afrauropodidae
- Eurypauropodidae

Selon Catalogue of Life (26 mai 2012) :
- ordre Hexamerocerata
  - famille Millotauropodidae
- ordre Tetramerocerata
  - famille Amphipauropodidae
  - famille Brachypauropodidae
  - famille Diplopauropodidae
  - famille Eurypauropodidae
  - famille Hansenauropodidae
  - famille Pauropodidae
  - famille Polypauropodidae
  - famille Sphaeropauropodidae

Selon ITIS (26 mai 2012) :
- ordre Pauropodina
  - famille Afrauropodidae
  - famille Brachypauropodidae
  - famille Millotauropodidae
  - famille Pauropodidae

Selon NCBI (26 mai 2012) :
- famille Eurypauropodidae
- famille Pauropodidae